# 메르세데스-벤츠 OM629 엔진
메르세데스-벤츠 OM629 엔진(영어: Mercedes-Benz OM629 engine)은 2000년대에 사용된 4.0 리터 (3,996 cc)의 디젤 연료, 4행정, 압축 점화 내연 75° 32밸브 V8 엔진이자 세계 최초의 알루미늄 V8 디젤 엔진이다.

## 디자인
블록에는 알루미늄 크랭크 케이스와 실린더 헤드가 있다. 주철로 만든 습식 실린더 라이너가 있는 베드 플레이트 구조 (크랭크 샤프트 높이로 분할)에서 알루미늄 샌드 캐스팅을 사용하고 있다.
메인 베어링은 강화되고 GGG 연성 주철로 주조된다. 실린더 뱅크 사이의 일반적인 90° "V"각도 대신 엔진을 설치할 수 있는 공간 때문에 75° 각도가 선택되었다. 이 특정 각도의 결과는 1 차 자유 관성력이다. 이를 보완하기 위해 OM628 및 OM629는 V 엔진에 위치한 밸런서 샤프트를 사용한다. 균일한 발사 간격을 보장하기 위해 크랭크 샤프트는 분할 크랭크 핀을 사용하며, 엔진은 97.0mm 실린더 간격을 사용하고 있다.
엔진은 유압 태핏으로 작동하는 실린더 당 4개의 밸브가 있는 각 뱅크 (‘쿼드 캠’)에 이중 오버 헤드캠 축을 사용한다. 각 실린더 뱅크는 가변 형상 터보 차저를 사용한다. 이들로부터의 압축 공기는 추가적인 냉수 회로가있는 공기 대 물 열교환기에 의해 냉각된다.
OM628에 비해 OM629 엔진은 개선된 커먼레일 시스템과 터보차저에서 더 높은 부스트를 제공한다.4.0 L (3,996 cc)를 변위시키고 3600rpm에서 225 ~ 235kW (306 ~ 320PS, 302 ~ 315hp) 사이의 토크를 생성하고 2000 ~ 2 천 ~ 2 백 65Nm 700 to 730 N·m (516 to 538 lb·ft))의 토크를 생성한다.

## 모델
| 엔진  | 최고출력                | @ rpm | 최대토크            | @ rpm       | 연식      |
| ----- | ----------------------- | ----- | ------------------- | ----------- | --------- |
| OM629 | 225 kW (306 PS; 302 hp) | 3,600 | 700 N·m (516 lb·ft) | 2,000–2,600 | 2006–2010 |
| OM629 | 231 kW (314 PS; 310 hp) | 3,600 | 730 N·m (538 lb·ft) | 2,200       | 2005–2009 |
| OM629 | 235 kW (320 PS; 315 hp) | 3,600 | 730 N·m (538 lb·ft) | 2,200       | 2006–2010 |

### OM629 (225 kW)
- 2006–2009 X164 GL420 CDI
- 2007–2009 W164 ML420 CDI
- 2009–2010 X164 GL450 CDI
- 2009–2010 W164 ML450 CDI

### OM629 (231 kW)
- 2005–2009 W211 E420 CDI

### OM629 (235 kW)
- 2006–2009 W221 S420 CDI
- 2009–2010 W221 S450 CDI